# Biblioteca Nacional de Corea
La Biblioteca Nacional de Corea (en coreano: 국립중앙도서관) se encuentra en Seúl, en Corea del Sur y fue construida en 1945. Alberga más de 6,5 millones de volúmenes, incluyendo más de 844.000 libros extranjeros y algunos de los tesoros nacionales de Corea del Sur. Se trasladó a Seúl, desde Sogong-dong, Jung-gu a Namsan-dong en 1974, y de nuevo a la ubicación actual en Banpo-dong, Seocho-gu, en 1988. Fue transferida del Ministerio de Educación al Ministerio de Cultura en 1991.